# Souljaboytellem.com
Souljaboytellem.com é o álbum de estréia do rapper estadunidense Soulja Boy.
Só na primeira semana, SouljaBoyTellem.com vendeu 117,000 cópias e chegou ao quarto lugar na Billboard 200. 
Alcançou a marca de 1 milhão de cópias vendidas e foi classificado como Platina pela RIAA.

## Singles
O principal single do álbum foi Crank That

## Desempenho
Souljaboytellem.com chegou ao 4° Lugar no Billboard 200 dos EUA, vendendo 117,000 cópias na primeira semana. Nos Estados Unidos, o álbum vendeu 1.000.000 de cópias, de acordo com Nielsen Soundscan. O Single permaneceu sete semanas no primeiro lugar no Hot 100 da Billboard. No clipe da música Souja Boy aparece fazendo uma dança que virou febre na Internet. 

## Faixas
| #  | Título                    | Produtor (es)               | Parceria (s) | Duração |
| -- | ------------------------- | --------------------------- | ------------ | ------- |
| 1  | "Intro"                   | Soulja Boy                  |              | 0:59    |
| 2  | "Crank That (Soulja Boy)" | Soulja Boy                  |              | 3:44    |
| 3  | "Sidekick"                | The Package & Mr. Collipark |              | 4:00    |
| 4  | "Snap N' Roll"            | Soulja Boy                  |              | 3:45    |
| 5  | "Bapes"                   | Soulja Boy                  | Arab         | 3:54    |
| 6  | "Let Me Get 'Em"          | Soulja Boy                  |              | 3:22    |
| 7  | "Donk"                    | Soulja Boy                  |              | 3:13    |
| 8  | "Yahhh"                   | Soulja Boy,                 | Arab         | 3:10    |
| 9  | "Pass It To Arab"         | Soulja Boy,                 | Arab         | 3:58    |
| 10 | "Soulja Girl"             | Los Vegaz & Mr. Collipark   | I-15         | 3:07    |
| 11 | "Booty Meat"              | Soulja Boy                  |              | 3:36    |
| 12 | "Report Card"             | Soulja Boy,                 | Arab         | 3:42    |
| 13 | "She Thirsty"             | Soulja Boy                  |              | 3:39    |
| 14 | "Don't Get Mad"           | The Package & Mr. Collipark |              | 4:20    |
| 15 | "Nope" (iTunes Bonus)     | Soulja Boy                  |              | 2:33    |